# José Félix de Lequerica
José Félix de Lequerica, né le 30 janvier 1891 à Bilbao et mort le 9 juin 1963 à Getxo, est un homme politique et diplomate espagnol, ministre des Affaires étrangères sous le régime franquiste.

## Biographie
En août 1938, José Félix de Lequerica est nommé par le gouvernement nationaliste aux fonctions de maire de Bilbao. En mars 1939, il est nommé ambassadeur en France. L'année suivante, au cours de la débâcle, il suit le gouvernement français à Bordeaux. Il établit des rapports qui sont empreints d'un fort antisémitisme, où il décrit Paul Reynaud et Georges Mandel comme des membres du « clan belligérant et juif anglais » et il fait allusion aux éventuelles « hécatombes agréables au génie catastrophique du peuple élu » qui pourraient être provoquées « en union avec le judaïsme américain ». Il suit le gouvernement français à Bordeaux lors de la débâcle et joue un rôle important en relayant via Madrid le 17 juin 1940 la demande d'armistice formulée par le ministre français des Affaires étrangères Paul Baudouin à Hitler. A la fin octobre 1940, il prévoit, avec un groupe de cagoulards et de phalangistes de procéder à l'enlèvement de Manuel Azaña, alors en exil à Montauban . Il sollicite l'évêque Pierre-Marie Théas pour qu'il offre son aide mais devant le refus de celui-ci, et la difficulté d'organiser l'opération, il l'abandonne.
Le 11 août 1944, il devient ministre des Affaires étrangères et le demeure jusqu'au 20 juillet 1945 quand il est envoyé à Washington afin de faire reconnaître le régime franquiste par les États-Unis. Une fois la reconnaissance acquise, Lequerica est nommé ambassadeur à Washington et présente ses lettres de créance au président Truman le 17 janvier 1951, qui cependant le reçoit froidement. 
Il favorise l'entrée en Espagne des collaborateurs Abel Bonnard et Alain Laubreaux.